# Et in Arcadia ego
Et in Arcadia ego — крилатий латинський вислів, що послужив мотивом багатьох творів живопису і літератури XVII—XIX століть. Дослівний переклад «І в Аркадії я» з відсутнім дієсловом. Така фраза цілком допустима за правилами латинської мови, але залишає два принципово різних варіанти розуміння «я». Залежно від інтерпретації, зустрічаються різні варіанти повного латинського виразу і його перекладів.

## І в Аркадії я є

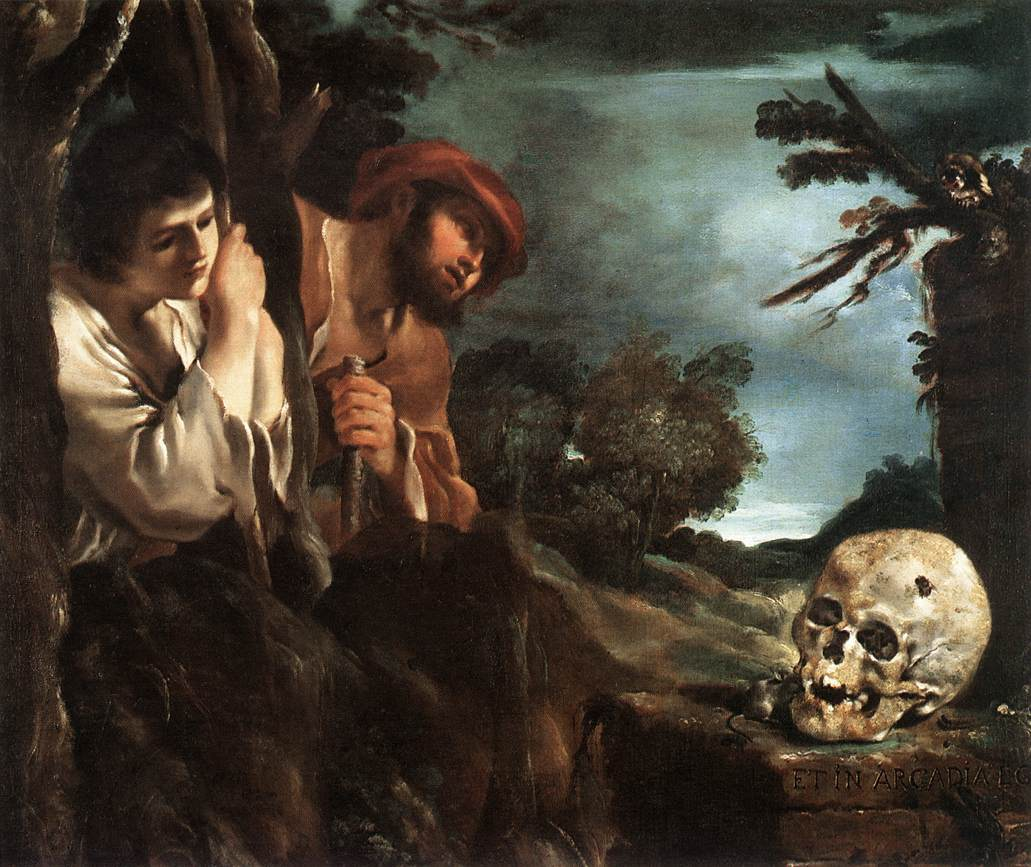
Гверчіно Et in Arcadia ego, 1618—1622.

Вихідним і найбільш поширеним на початку розумінням було Et in Arcadia ego sum, тобто «І в Аркадії я є» або «Навіть в Аркадії я є». В такому прочитанні «я» — це  Смерть, яка звертається до смертних з нагадуванням, що і в самому щасливому і безтурботному місці всіх коли-небудь чекає неминучий кінець. Саме так слід розуміти перший твір на даний сюжет: картину Гверчіно «Et in Arcadia ego», написану в 1618—1622. Нерідко першоджерелом вказується якась картина Бартоломео Скедоні (Скедоне) . Помилка викликана тим, що до 1911 дана картина Гверчіно помилково приписувалася Скедоні, а потім дані некритично копіювалися укладачами крилатих фраз. На картині заданим став канонічним сюжет: пастухи в Аркадії, де розглядають старий надгробок з вказаним латинським написом. На надгробку лежить череп, як стандартний символ смерті.
Більш відкриті для різних інтерпретацій дві однойменні картини Пуссена. На другій з них черепа вже немає, а аркадські пастухи зі щирим, чи то з відстороненим інтересом намагаються розібрати напис на старому надгробку. Хто звертається до них через «я», залишається загадкою для глядача.

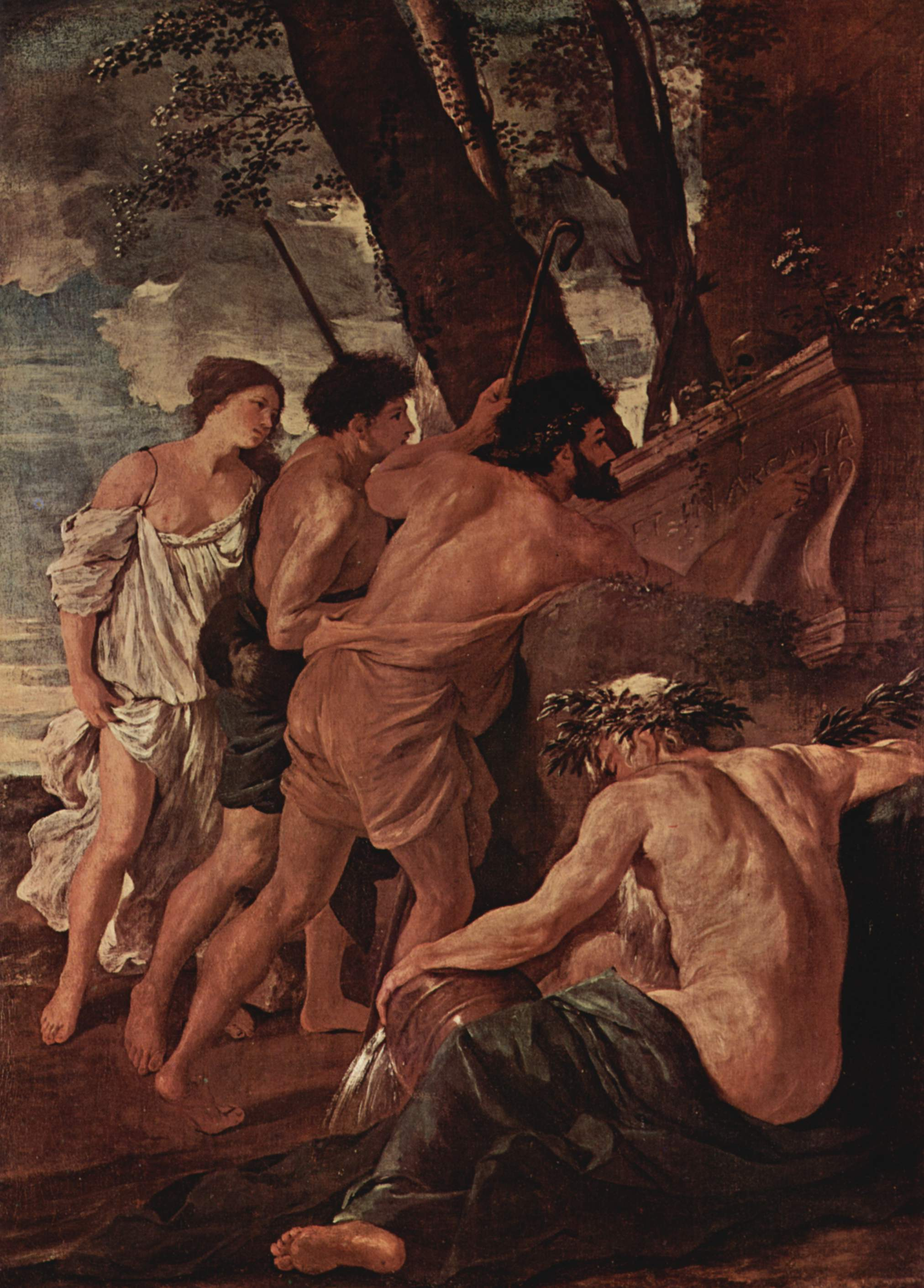
Пуссен, Аркадські пастухи (Et in Arcadia Ego), 1-й варіант, 1629-1630, Чатсуорт-хаус.
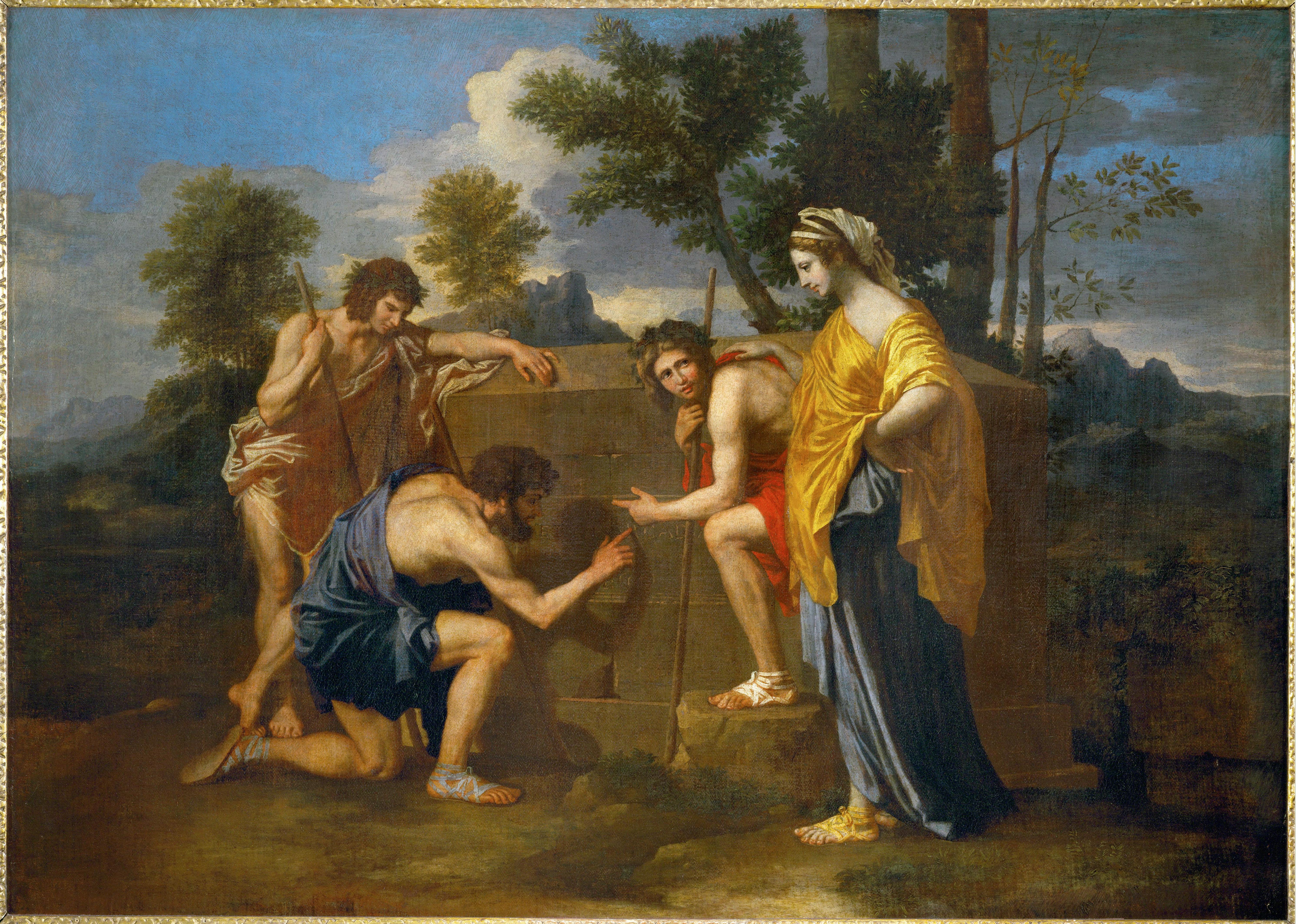
Пуссен , Аркадські пастухи (Et in Arcadia Ego), 2-й варіант, 1650-1655, Лувр.

## І я в Аркадії народився
І все ж справжню крилатість вираз отримав в переосмисленій e стилі романтизму формі Et ego in Arcadia fui, тобто «І я бувв Аркадії». Тепер не Смерть, а сам померлий звертається до живих, нагадуючи про тлінність життя і минущості людського щастя. Найбільш відомий варіант «І я в Аркадії народився (народилася)», який є цитатою з вірша Фрідріха Шиллера «Resignation» (1787):
| Шиллер (повний текст)                   |
| --------------------------------------- |
| Auch ich war in Arkadien geboren,       |
| auch mir hat die Natur                  |
| An meiner Wiege Freude zugeschworen,    |
| Auch ich war in Arkadien geboren,       |
| doch Tränen gab der kurze Lenz mir nur. |

| Дмитрієв                                      |
| --------------------------------------------- |
| І я в Аркадії народився!                      |
| Над колискою малюковою та мені                |
| Природи вирок за радість поручився!           |
| І я в Аркадії народився,                      |
| Але дар весни моєї був - сльози лише одні ... |

Втім, переосмислений варіант вислову зустрічається в літературі і до перекладу Дмитрієва. Наприклад, ще в драмі в одній дії Карамзіна «Аркадський пам'ятник» (1789) Дафна читає на надгробку «І я була в Аркадії». А у Батюшкова в його вірші «Напис на гробі пастушки» (1810) цей вислів цитується як «І я, як ви, жила в Аркадії щасливою». Примітно, що слова «І я … жила в Аркадії» коментатори пов'язують з луврською картиною Пуссена, трактуючи напис на ній саме так, як це робить Батюшков. Вірш Батюшкова увійшов в лібрето «Пікової дами» Чайковського, ставши романсом Поліни (дія I, картина 2).
При цьому нове розуміння латинської фрази не скасовувало старого, якщо тільки вираз не було доповнено певним дієсловом. Майкапар з цього приводу нагадує біографію Рейнольдса, видану в Лондоні в 1865. У ній є такий епізод:
| У 1769 році Рейнольдс показав своєму другові д-ру Джонсону щойно закінчену картину. На ній зображені дві леді, які сидять перед надгробком і вивчають напис на ньому. Цей напис — наша латинська фраза. «Що б це могло означати? — вигукує д-р Джонсон. — абсолютна нісенітниця: Я — в Аркадії!» — «Думаю, король міг би пояснити вам, — заперечив Рейнолдс. — Тільки-но побачивши вчора картину, він відразу ж сказав: „Ах, там, в глибині — надгробок. На жаль, на жаль, смерть є навіть в Аркадії“». |

## Пам'ятник в Шагборо

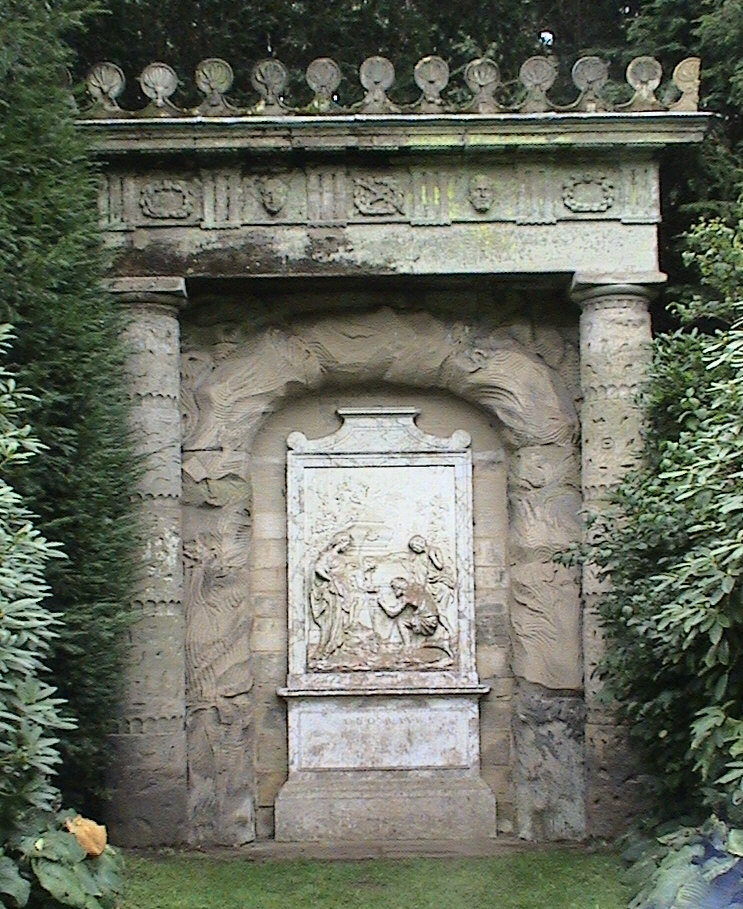
Меморіальний пам'ятник в маєтку Шагборо.

У Шагборо (англ. Shugborough) в графстві Стаффордшир, на території старого маєтку, який колись належав графу Лічфілду, стоїть меморіальний пам'ятник середини XVIII століття. На барельєфі зображено копію 2-го варіанту картини Пуссена «Аркадські пастухи» в дзеркальному відображенні і з класичною написом «ET IN ARCADIA EGO» в правильному відображенні. Нижче барельєфа висічені літери  O • U • O • S • V • A • V • V  в обрамленні винесених нижче рядки букв  D  і  M . DM може означати Diis Manibus, центральна ж абревіатура залишається незрозумілою.
Такий пам'ятник не міг залишитися непоміченим сучасними ентузіастами альтернативної історії і езотерики. Автори «Священної загадки», на яку спирався Ден Браун у своїй книзі «Код да Вінчі», прийшли до висновку, що латинське Et in Arcadia ego є незавершеною і тому граматично неправильної фразою. Це не відповідає дійсності, але для справжніх ентузіастів достатньо будь-якої вихідної зачіпки. Далі Бейджент, Лі і Лінкольн приходять до висновку, що Et in Arcadia ego насправді є анаграмою і, після деяких перестановок, вони отримують (відкидаючи одне i) Tego arcana dei — «Зберігаю секрети бога».